# Isaoara
× Isaoara, (abreviado Isr) en el comercio, es un híbrido intergenérico entre los géneros de orquídeas Aerides × Ascocentrum × Phalaenopsis × Vanda. Fue publicado en Orchid Rev. 89(1058) cppo: 8 (1981).